# Mammillaria bombycina
Mammillaria bombycina es una especie perteneciente a la familia Cactaceae. Es endémica de Aguascalientes y Jalisco, en México, a altitudes desde 2350 hasta 2500 m.

## Descripción
Es una planta simple o cespitosa, globosa, con los ápices ligeramente hundidos, los cuales se hallan cubiertos por lana blanca. Es de color verde claro, de hasta 20 cm de alto por 6 cm de diámetro. Los tubérculos se hallan dispuestos en 11 y 18 series espiraladas, de una manera muy compacta, son cortos y cilíndricos, redondeados en la punta, de 1,5 cm de largo por 1 cm de ancho y con jugo acuoso. Las axilas presenta una lana blanca abundante y cerdas; en la zona del ápice esta lana llega a cubrir los tubérculos. Las areolas son redondeadas al principio y tienen muy poca lana, después son alargadas y desnudas. Tiene 30 a 40 espinas radiales, rígidas, delgadas, dispuestas en horizontal y con forma de peine, las de en medio a lo más de 1 cm de largo. 

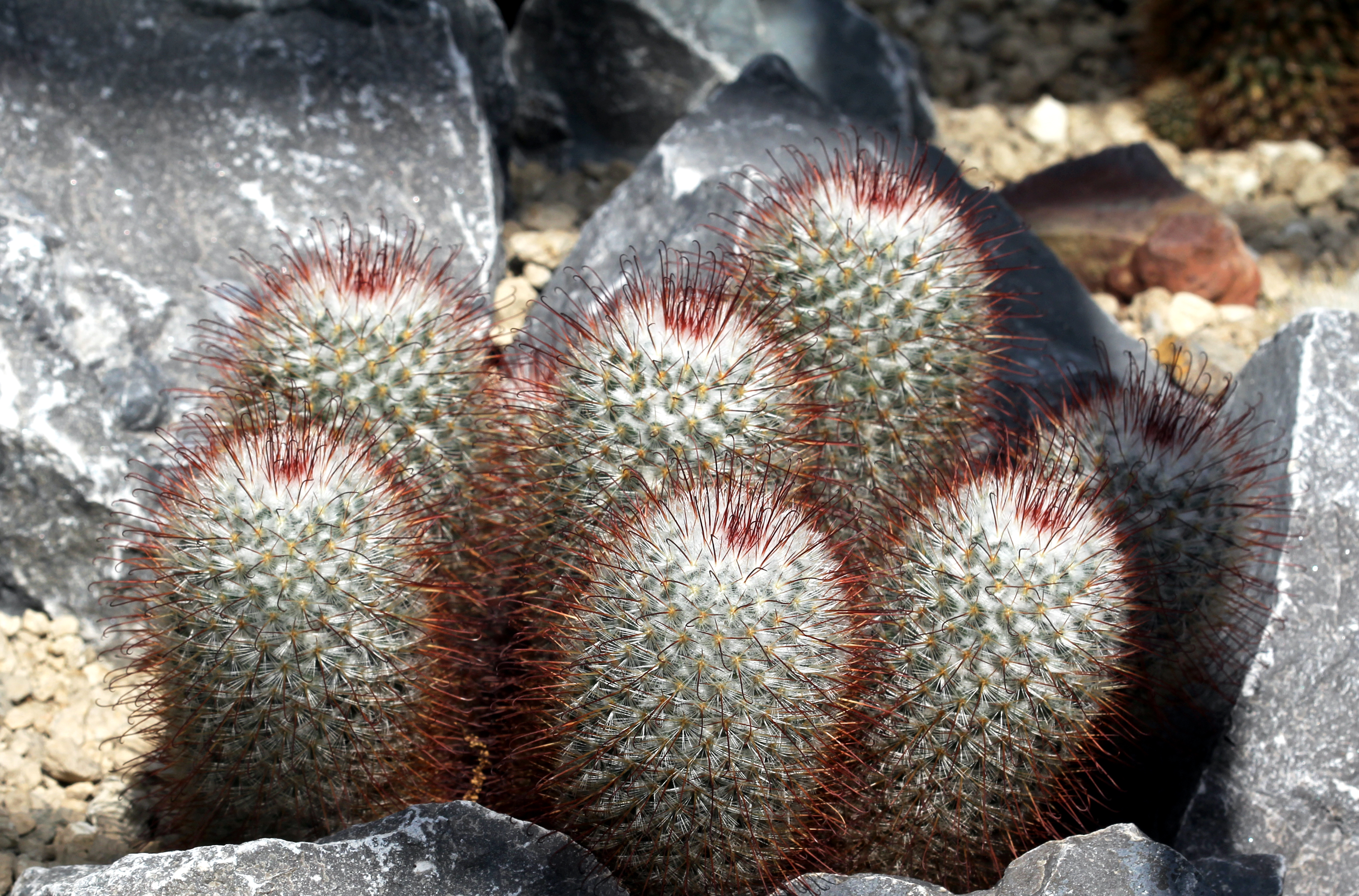
Mammillaria bombycina

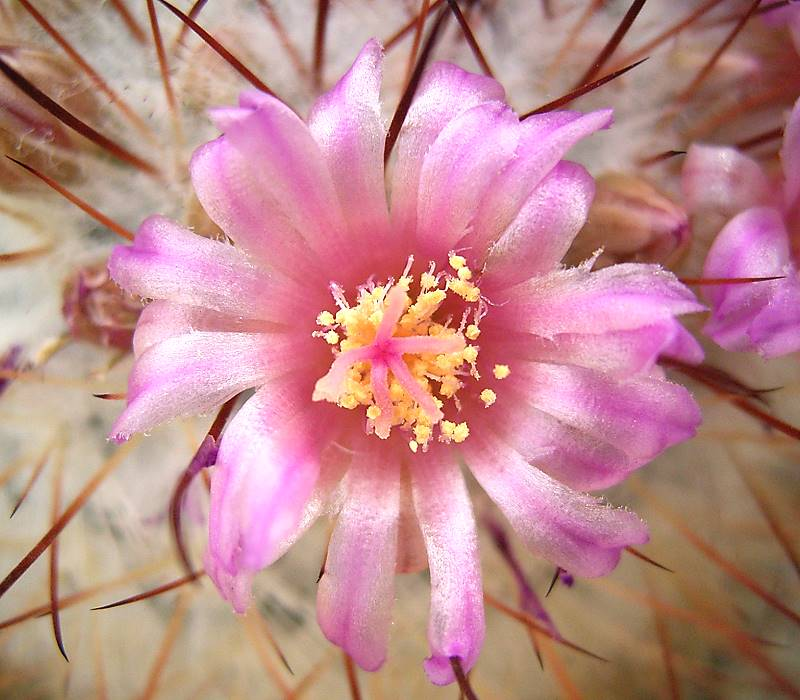
Flor

## Taxonomía
Mammillaria bombycina fue descrita por Leopold Quehl y publicado en Monatsschrift für Kakteenkunde 20: 149, en el año 1910.
Etimología
Mammillaria: nombre genérico que fue descrita por vez primera por Carolus Linnaeus como Cactus mammillaris en 1753, nombre derivado del latín mammilla = tubérculo, en alusión a los tubérculos que son una de las características del género.
bombycina: epíteto latíno que significa "sedoso".
Sinonimia
- Neomammillaria bombycina (Quehl) Britton & Rose, Cactaceae, 4: 161 161, 1923
- Chilita bombycina (Quehl) Orcutt, 1926
- Ebnerella bombycina( Quehl) Buxb[5]